# Environnement en Algérie
L'environnement en Algérie est l'environnement (ensemble des éléments - biotiques ou abiotiques - qui entourent un individu ou une espèce et dont certains contribuent directement à subvenir à ses besoins) de l'Algérie.

## La biodiversité de l'Algérie

### Géographie physique et milieux écologiques
Le climat est de type ...
Le sol est occupé à x % par la forêt.

### Faune et flore

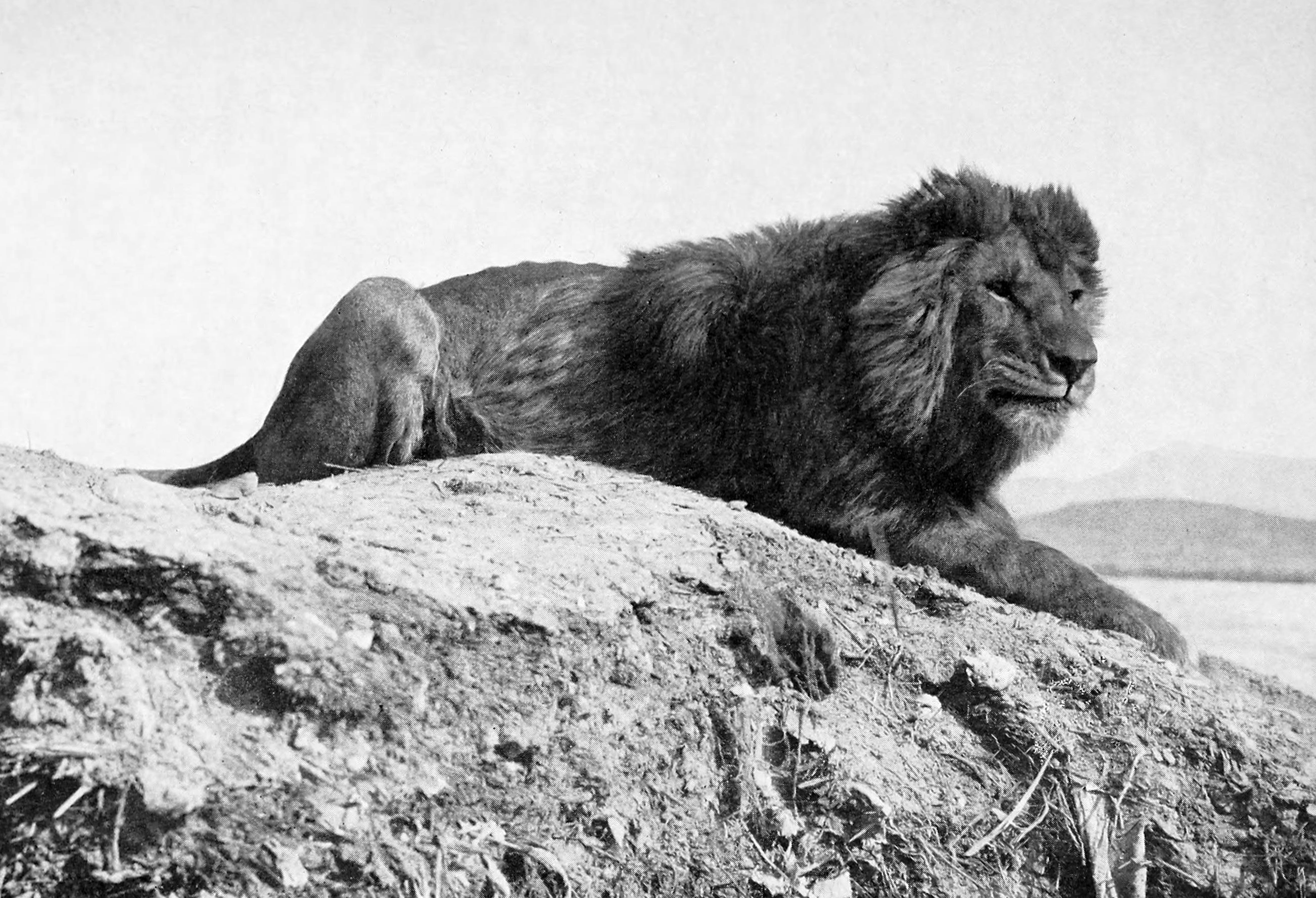
Lion de Barbarie (aussi surnommé lion de l'Atlas) photographié en Algérie en 1893.

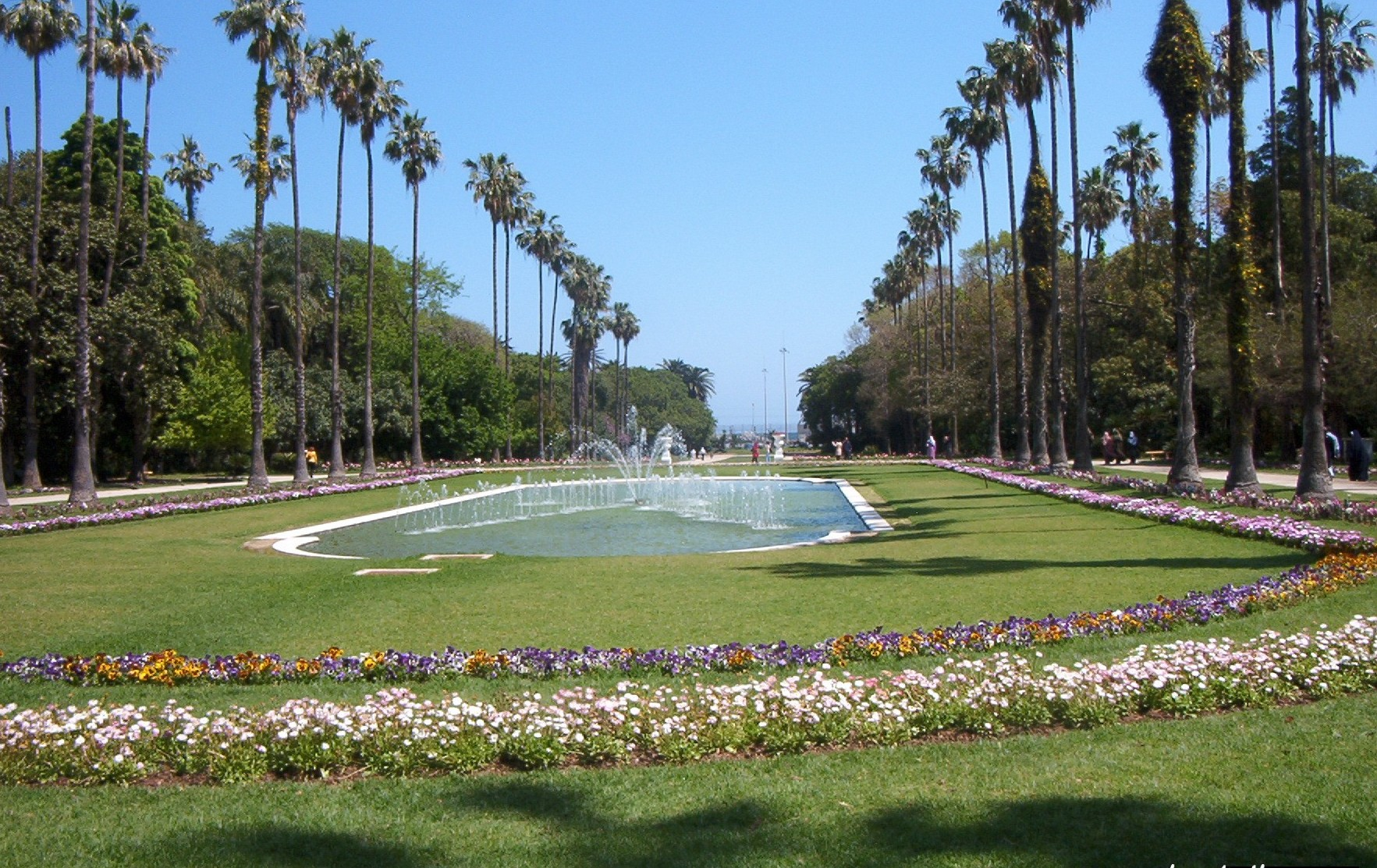
Le Jardin d'essai d'Alger regroupe plus de 3000 espèces végétales dont certaines sont considérées comme très rares.

L'Algérie dispose d'une grande biodiversité, notamment au sein des espaces protégés.
La flore est formée de plusieurs catégories dont 314 genres assez rares, 30 rares, 330 très rares et 600 endémiques, dont 64 se trouvent au Sahara. En tout, 226 espèces sont menacées d’extinction.
L’Algérie compte 107 espèces de mammifères dont 47 sont protégées et 30 menacées de disparition. Elle dénombre aussi 336 espèces d'oiseaux dont 107 sont protégés, et une est endémique du pays : la Sittelle kabyle (Sitta ledanti).
Le Sud algérien abrite une faune composée pour l'essentiel de fennecs, gazelles, gerboises, Cherchmana (poisson de sable), chats des sables, guépards, porcs-épics et lézards. Sur les hauteurs, dans les escarpements du Hoggar, on peut retrouver le mouflon à manchette. Au Nord du pays, les campagnes sont peuplées de hyènes rayées, de renards, de belettes, de chats sauvages, de lièvres, de chacals et de sangliers. Le singe macaque préfère quant à lui les zones forestières. En hiver, l'Algérie devient la terre d'accueil de certains oiseaux migrateurs européens, dont les cigognes. Enfin, les animaux que l'on croise le plus souvent en Algérie sont le dromadaire, localement appelé baâir ou maheri, le mouton, la chèvre et le cheval.

### Espaces protégés
L'Algérie dispose d’énormes variétés animales et végétales qui se répartissent au niveau des différents parcs protégés que compte le pays et dont les plus notables sont : le parc national de Belezma, le parc culturel de l'Ahaggar (très vaste zone protégée de 633 887 km2 abritant le massif du Hoggar), le parc national de Chréa, le parc culturel du Tassili, le Jardin d'essai d'Alger, le parc national de Gouraya ainsi que le parc national du Djurdjura et enfin la réserve naturelle du lac des oiseaux d'El Tarf.

## Impacts sur les milieux naturels

### Activités humaines

#### Agriculture et désertification
La désertification pousse toujours plus de nomades touareg à se sédentariser et à mener leurs grands troupeaux de dromadaires et de chèvres pâturer dans des zones protégées. Petits et grands cheptels repoussent les populations d’herbivores comme les gazelles et les mouflons qui disparaissent à leur tour faute de pâturages.

#### Chasse, pêche et braconnage
La surchasse des animaux de proie est un problème majeur en Algérie, où ils sont consommés en viande de brousse. Cela affecte les populations des espèces chassées, mais également les prédateurs qui se mettent à chasser le petit bétail, et sont victimes des coups de fusil des bergers ou d’empoisonnement.
Le braconnage est également pratiqué. Il affecte par exemple les guépards sahariens, espèce en danger critique d’extinction.

#### Transports

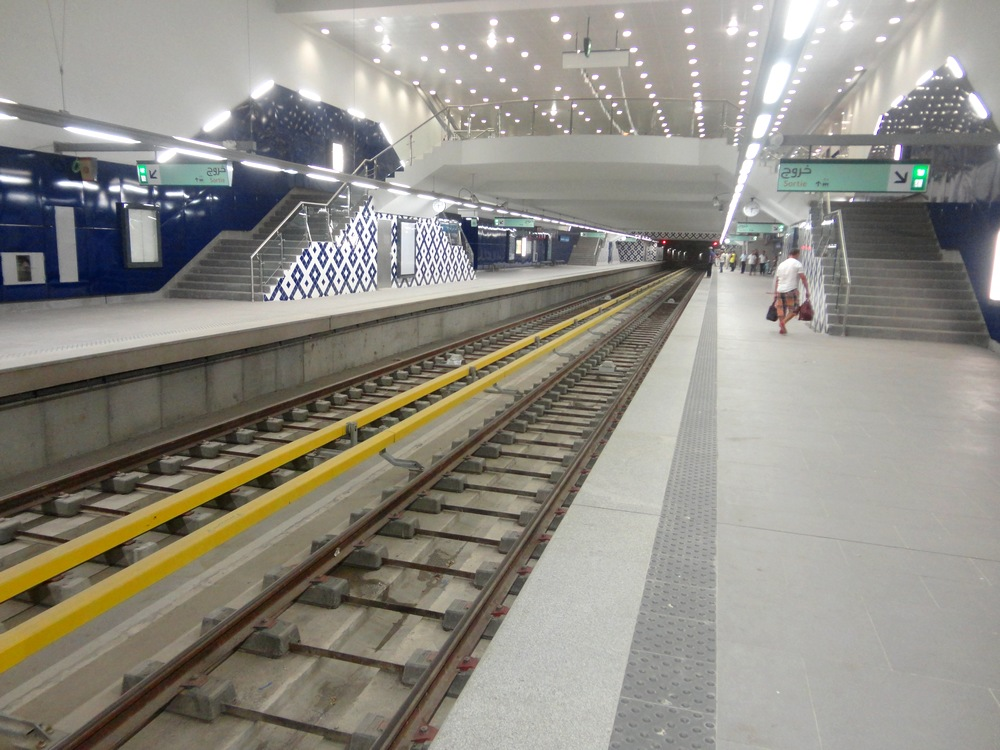
Station de métro El Harrach Centre à Alger

Le réseau routier algérien est le plus dense du continent africain, sa longueur est estimée à 180 000 km de routes, avec un taux de revêtement de 85 % et plus de 3 756 ouvrages d'art. Ce réseau devrait être complété par une infrastructure autoroutière majeure en cours d'achèvement, l'autoroute Est-Ouest. C'est une autoroute 2x3 voies qui relie, sur 1 216 km, la ville d'Annaba à l'extrême Est à la ville de Tlemcen à l'extrême Ouest. L'Algérie est également traversée du Nord au Sud par la route transsaharienne, qui est maintenant goudronnée sur sa quasi-totalité et est même une autoroute sur le début de sa partie Nord. 

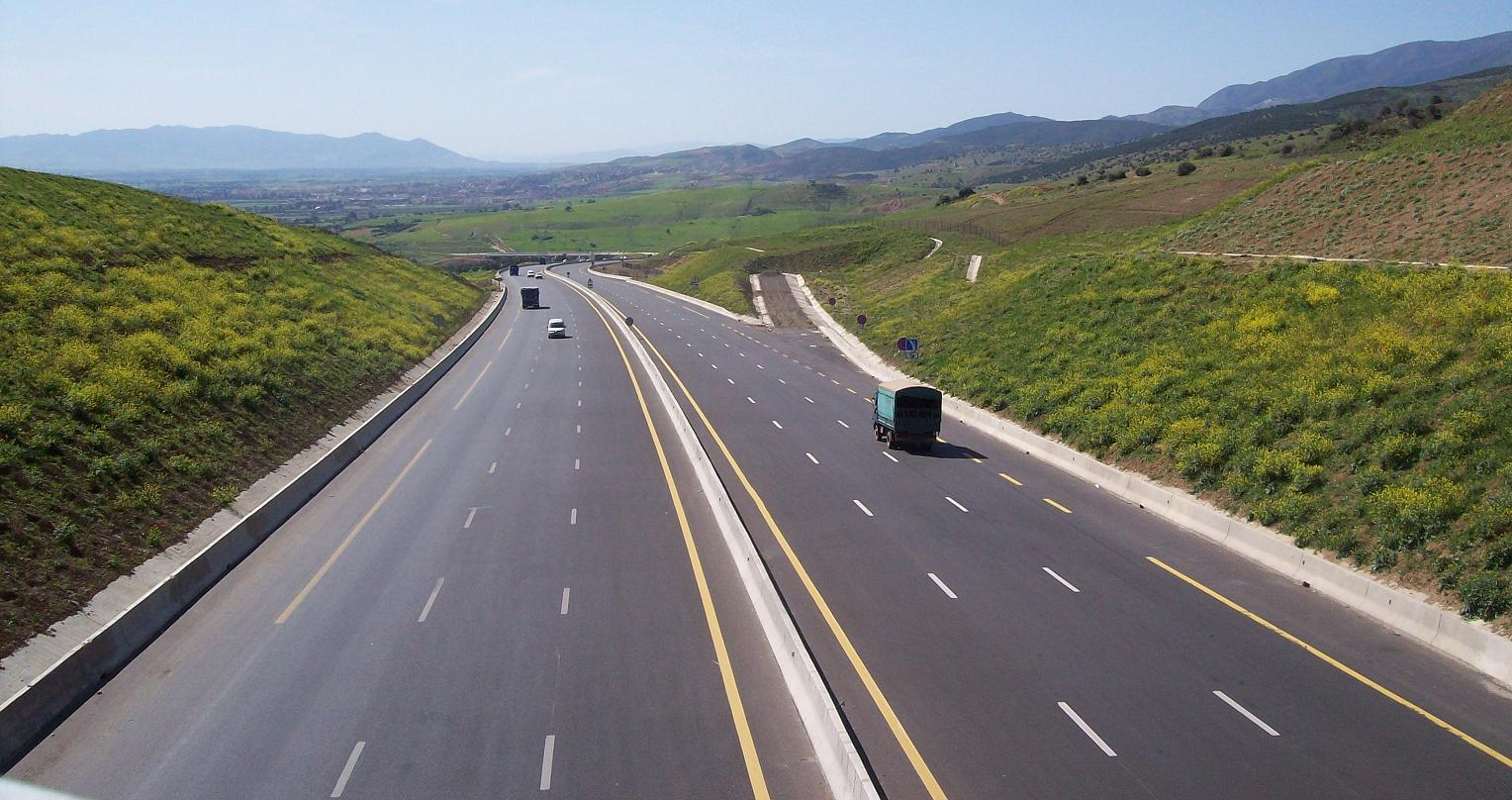
Nouvelle autoroute Est-Ouest reliant l'Est et l'Ouest de l'Algérie sur une distance de 1216 km

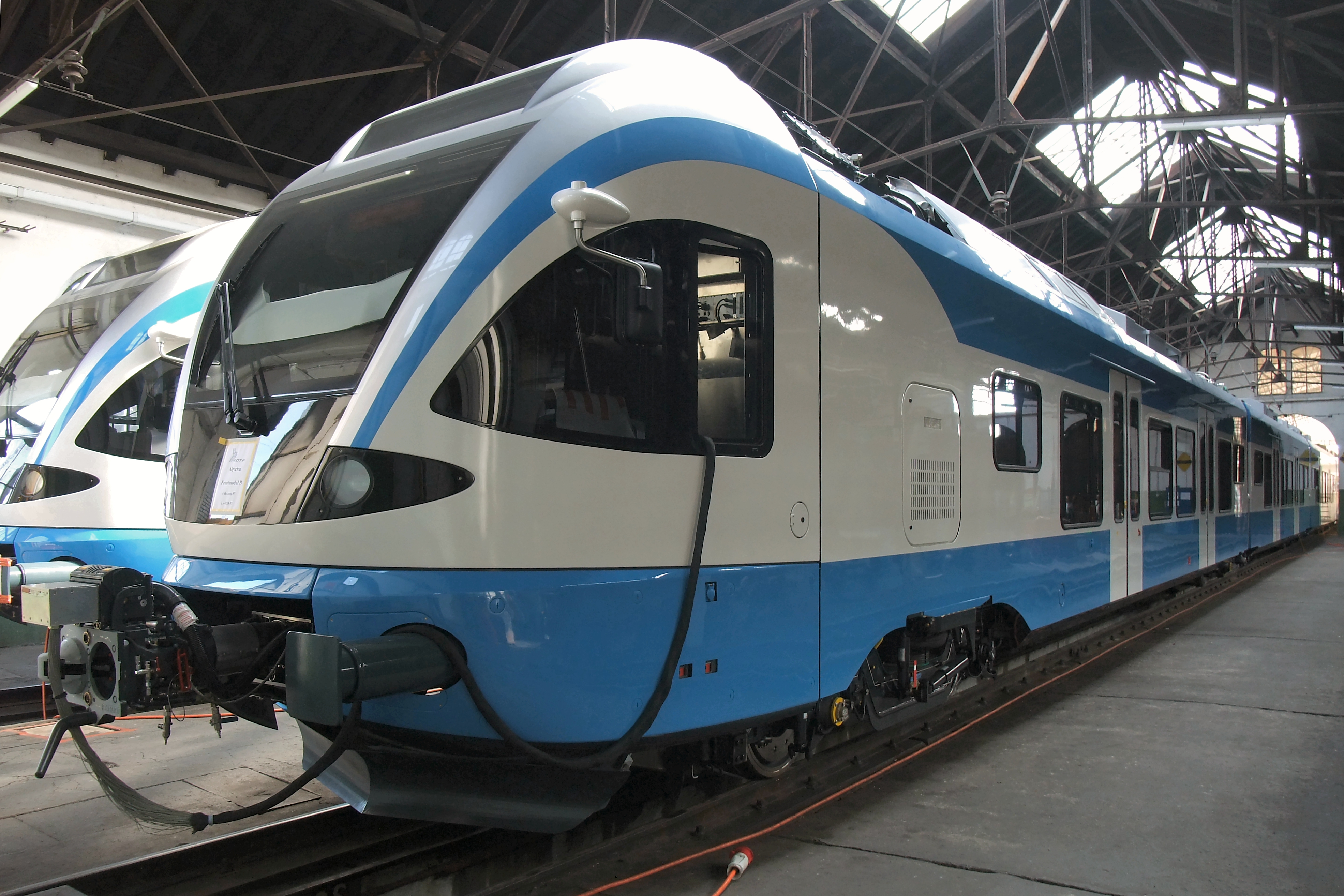
Train de la banlieue algéroise

Le réseau ferroviaire est quant à lui estimé à 4 200 km, soit le deuxième en taille du continent. 
L'ouverture fin 2011 du métro d'Alger, d'une longueur de 14 km et desservant 16 stations, fait d'Alger la première ville du Maghreb à être équipée d'un métro souterrain.

#### Coupes d'arbres
L’utilisation du bois d’acacia, brûlé pour les besoins domestiques, contribue détruire l’habitat des espèces sauvages de l’Ahagaar.

### Pression sur les ressources
Corruption, mal-gouvernance chronique, absence d’investissement dans la production d’eau potable… L’Algérie est aujourd’hui à court d’eau. Pendant l’été caniculaire de 2021, les coupures d’eau au robinet se sont multipliées dans tout le pays.

### Pollutions

#### La pollution de l'eau
Le fleuve de la soumam qui demmare en petite kabylie est très polluée au niveau de le kseur beaucoup de poisson disparaissent à cause des rejets d usines à proximité

### Impacts de l'urbanisation

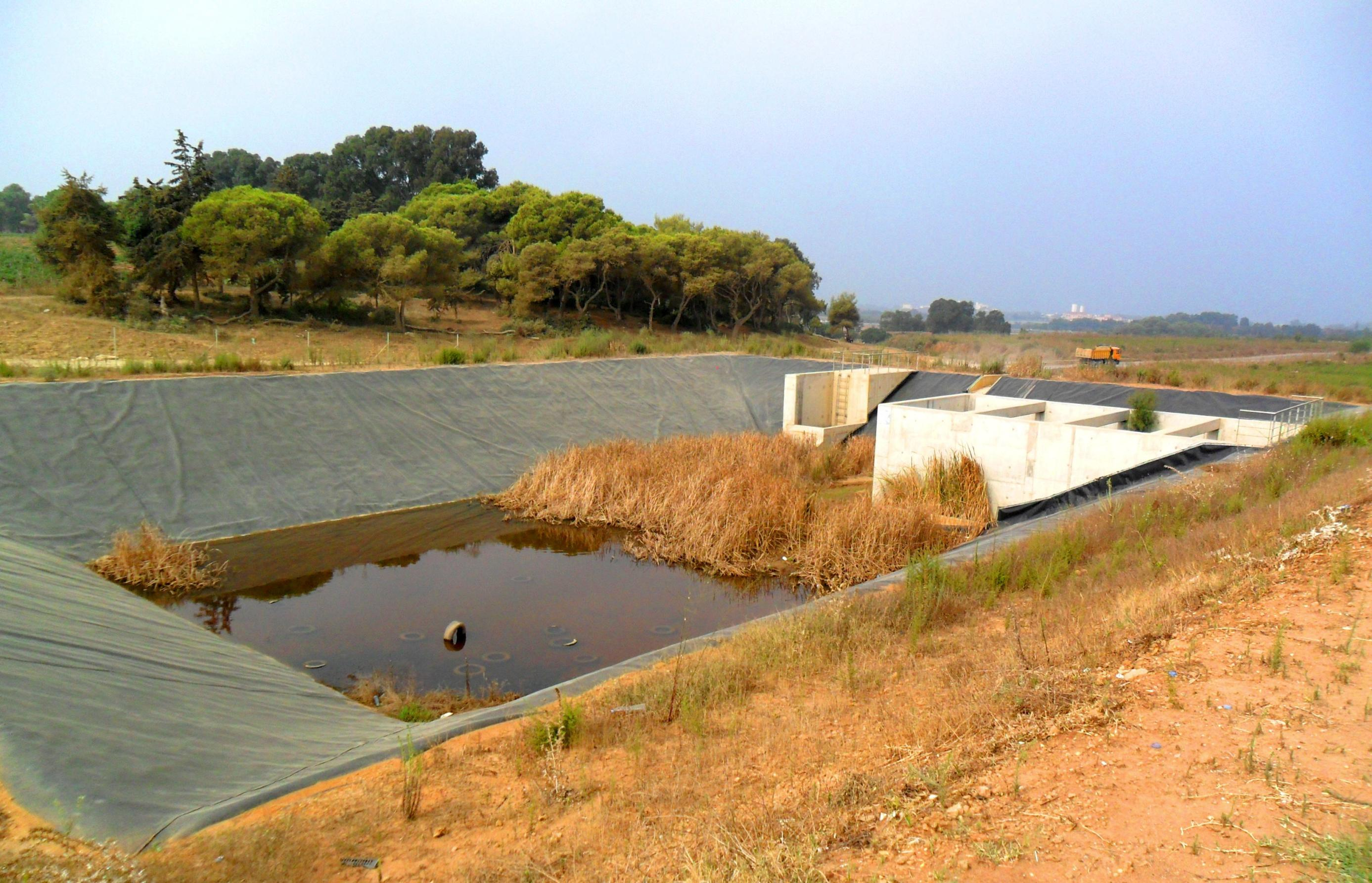
Bassin de rétention d'eau - panoramio

## L'exposition aux risques

### Canicule, sécheresse et incendie
En 2023, l’Algérie fait face à une canicule intense dans une partie de ces régions, avec des pics de températures à 48 degrés. Le pays a enregistré 97 incendies dans seize wilayas (préfectures), mais les plus violents se sont déclarés à Béjaïa, Bouira et Jijel, faisant au moins 36 morts.

## Politique environnementale en Algérie
L’Algérie est signataire de toutes les conventions internationales de protection de la nature depuis 1968.
Le pays s’est doté au cours des années 2010 de tout l’arsenal législatif nécessaire pour stopper la surchasse, le braconnage et le recours aux armes.